# Нагорино
Наго́рино (рос. Нагорино, марій. Курыкӱмбал) — присілок у складі Волзького району Марій Ел, Росія. Входить до складу Пет'яльського сільського поселення.

## Населення
Населення — 92 особи (2010; 99 у 2002).
Національний склад (станом на 2002 рік):
- марі — 99 %